# Josef Schützinger

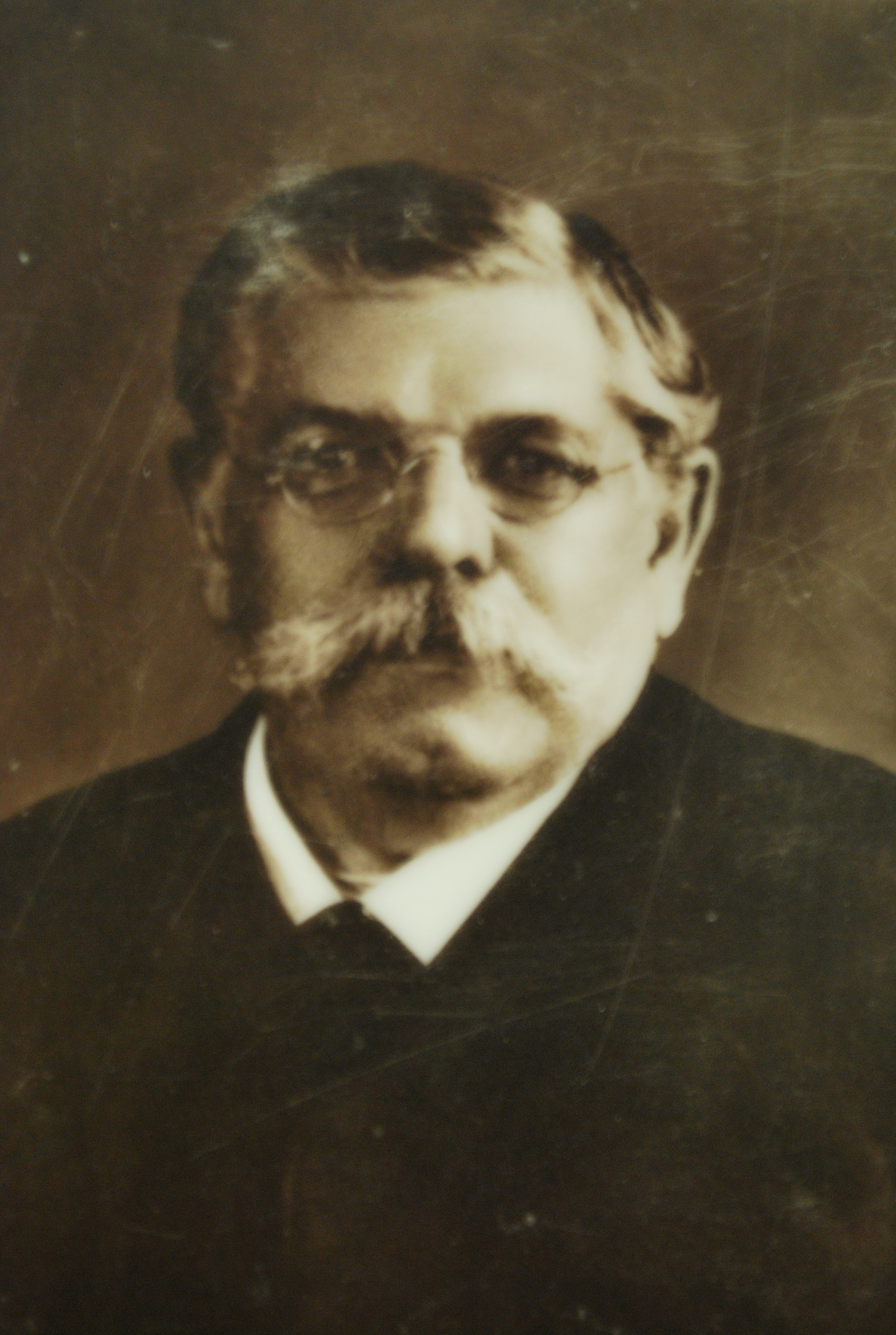
Josef Schützinger

Josef Adam Schützinger (* 14. Februar 1859 in München; † 8. August 1914 in Tirschenreuth) war ein bayerischer Zeitungsgründer, Verleger und Druckereibesitzer.

## Leben und Wirken
Josef Schützinger wurde in München geboren und erlernte den Beruf des Buchdruckers. Als Buchdruckergeselle arbeitete er zunächst bei der Holzkirchner Zeitung Oberbayerischer Gebirgsbote, bevor er im Jahr 1889 mit dem Bestreben, einen eigenen Verlag zu gründen, nach Wörth an der Donau zog.

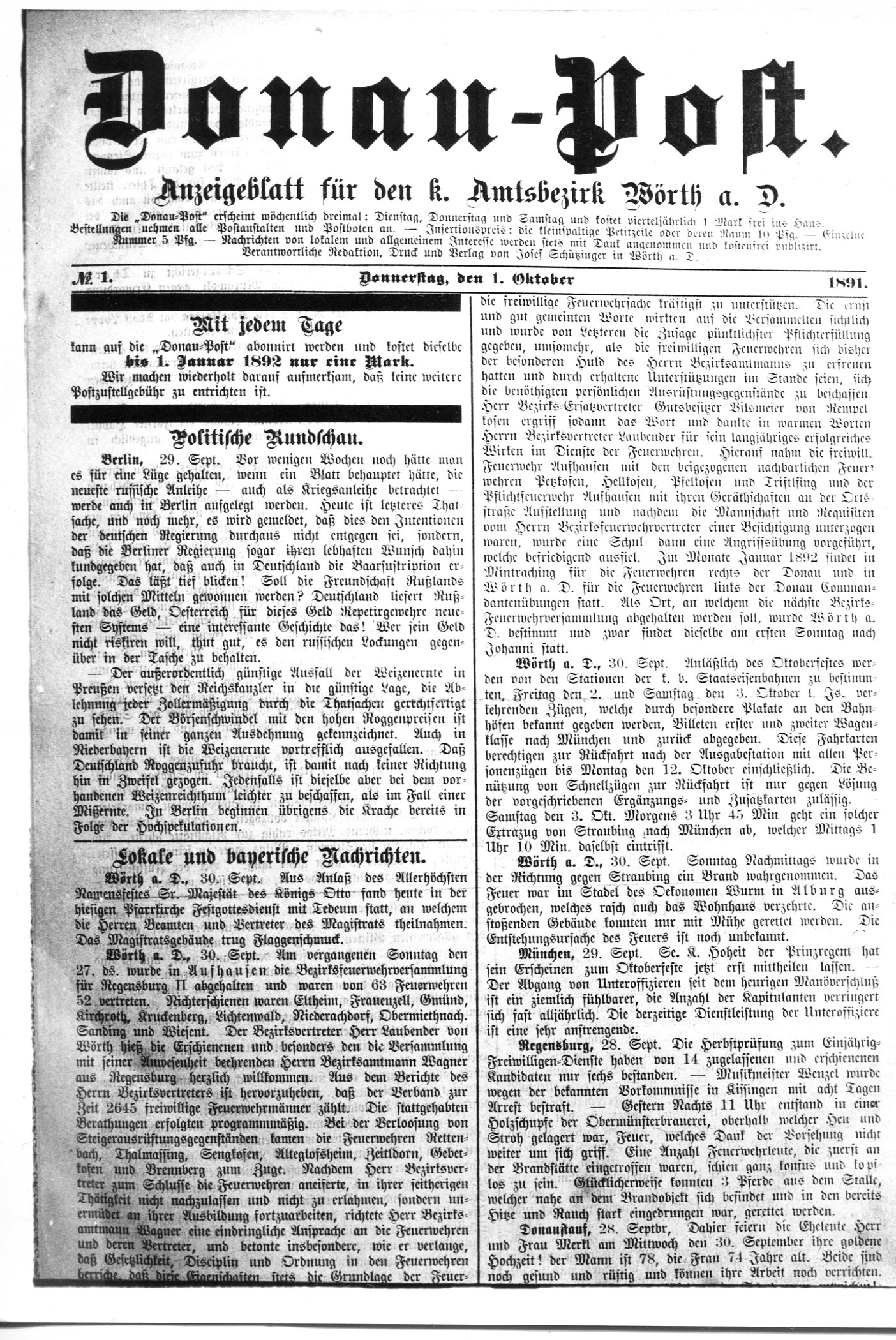
Erste Ausgabe der Donau-Post vom 1. Oktober 1891

In Wörth an der Donau gründete er am 1. Oktober 1891 die Zeitung Donau-Post, die zugleich Amtsblatt für den königlichen Amtsbezirk Wörth a. d. Donau war. Die Zeitung erschien dreimal wöchentlich und hatte zunächst einen Umfang von vier Seiten. Sie konnte im Einzelbezug für fünf Reichspfennige erworben werden. Das Blatt veröffentlichte alle lokalen Ereignisse, aber auch Berichte, die von allgemeinem Interesse waren, wurden publiziert.
Als im Jahr 1892 in Wörth ein großer Marktbrand ausbrach, und auch das Gebäude der Druckerei Josef Schützinger nicht verschont blieb, gab der Zeitungsherausgeber nicht auf und zog seinen Verlag in ein anderes, verschont gebliebenes, Gebäude um. Seine Zeitung etablierte sich im Laufe der Jahre und entwickelte sich bis zum Jahr 1903 zur Heimatzeitung für so gut wie alle Haushalte. Das Erscheinungsgebiet erstreckte sich vom Bayerischen Vorwald bis nach Regensburg und Straubing sowie im Süden in den Gäuboden. Um diese Zeit wurde auch auf ein größeres Zeitungsformat umgestellt. Überdies stellte die Druckerei zahlreiche andere Druckerzeugnisse her. Josef Schützinger war eng mit Wörth verbunden. Als er 1914 verstarb, wurde er im Familiengrab auf dem Friedhof in Wörth beigesetzt, später gefolgt von seiner Ehefrau Eva Schützinger, geb. Dreier (1856–1930), seinem Sohn Josef (1882–1925) und weiteren Nachkommen.
Nach dem Tod des Zeitungsgründers Josef Schützinger wechselte die Verlagsführung häufig und wurde teilweise von seinem Sohn Josef geführt. Dieser verstarb bereits im Jahr 1925. Die Donau-Post konnte 1928 ihr Erscheinungsgebiet noch nach Falkenstein erweitern, bis sie am 20. Oktober 1930 von der Witwe des Verlegers, Karoline Schützinger, in den Besitz der Cl. Attenkoferschen Buch- und Kunstdruckerei Straubing überging. Der Umfang der Zeitung wurde damit auf acht Seiten erweitert und sie erschien jetzt sechsmal in der Woche.
Die bisher von der Cl. Attenkofer’sche Verlagsanstalt in Wörth erschienene Wörther-Volkszeitung wurde mit der Donau-Post vereinigt, die ebenfalls von Schützinger erworbene Zeitung Falkensteiner Waldbote mit der Falkensteiner Volkszeitung. Weiter wurde noch das Neue Aufhausener Tagblatt erworben.
Heute ist die Heimatzeitung Donau-Post eine Lokalausgabe der Mediengruppe Straubinger Tagblatt/Landshuter Zeitung.

### Gedicht von Josef Schützinger

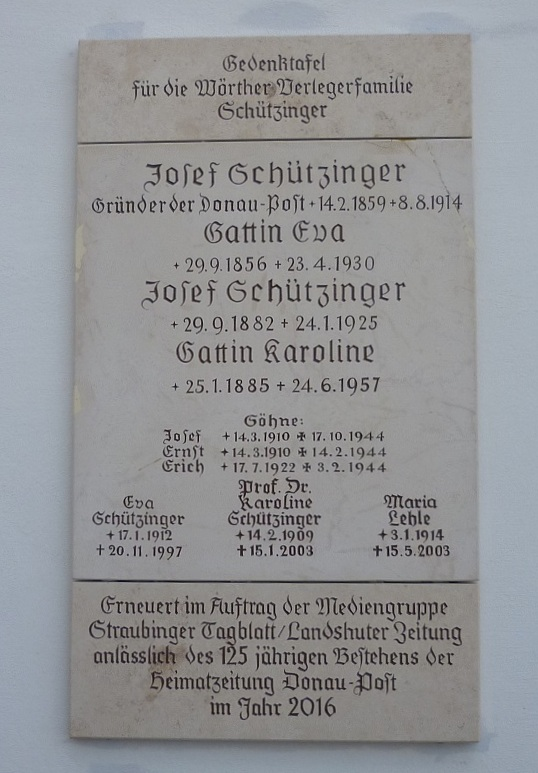
Gedenktafel für die Wörther Verlegerfamilie Schützinger im Friedhof in Wörth an der Donau

(Enkel des Zeitungsgründers und Buchdruckereibesitzer)
In Volkston gesetzt im Jahr 1936 von Alfred Küchler.
1. Strophe
"Mein Wörth a. D." (Wörther Heimatlied)

„Wo im Tale dort froher Jubel schallt,

wo ein Raunen geht durch Bergeswald,

wo im nahen Strom leicht der Nachen zieht

und das scheue Wild den Jäger flieht,

wo reift das Ährenfeld im Sonnenschein,

dort kann nur Wörth, mei`n teure Heimat sein.

dort kann nur Wörth dort kann nur Wörth mei`n teure Heimat sein“